# Bitwa pod Badrem
Bitwa pod Badrem (arabski: غزوة بدر) – bitwa stoczona 17 marca 624 roku (17 ramadan w roku 2 kalendarza islamskiego) na terenie Arabii (dzisiejsza Arabia Saudyjska). Była kluczową bitwą dla powstałego w tamtym czasie islamu i punktem zwrotnym w kampanii Mahometa przeciwko jego rywalom z Mekki – Kurajszytom.
Po wstępnym zorganizowaniu społeczności muzułmańskiej Mahomet rozpoczął bezpardonową walkę z Kurajszytami. Pragnąc zniszczyć ekonomiczne podstawy potęgi Mekki, organizował ataki na szlaki i karawany kupieckie. Dzięki temu zdobywał bogactwo i sławę wielkiego wodza wśród różnych plemion arabskich, które zaczynały sympatyzować z nową religią. Na czele swych muhadżirów i ansarów Mahomet odbył 27 wielkich wypraw przeciw kupcom z Mekki. W 624 r. Kurajszyci zorganizowali wielką karawanę, której przydzielili tym razem ochronę w liczbie 950 wojowników. Karawaną dowodził jeden z najważniejszych przywódców kurajszyckich Abu Sufjan ibn Harb. Niezrażony wiadomościami o militarnej ochronie karawany, Mahomet stanął na czele trzystu muzułmanów i zaatakował Mekkańczyków koło studni w wąwozie Badr. Korzystając z zaskoczenia odniósł swoje pierwsze wielkie zwycięstwo. Poległo 70 Kurajszytów. Bitwa pod Badrem stała się wielkim wydarzeniem w życiu społeczności islamskiej w Medynie. Rosnąca wspólnota religijna poczuła swą siłę.

## Późniejsze odniesienia do bitwy

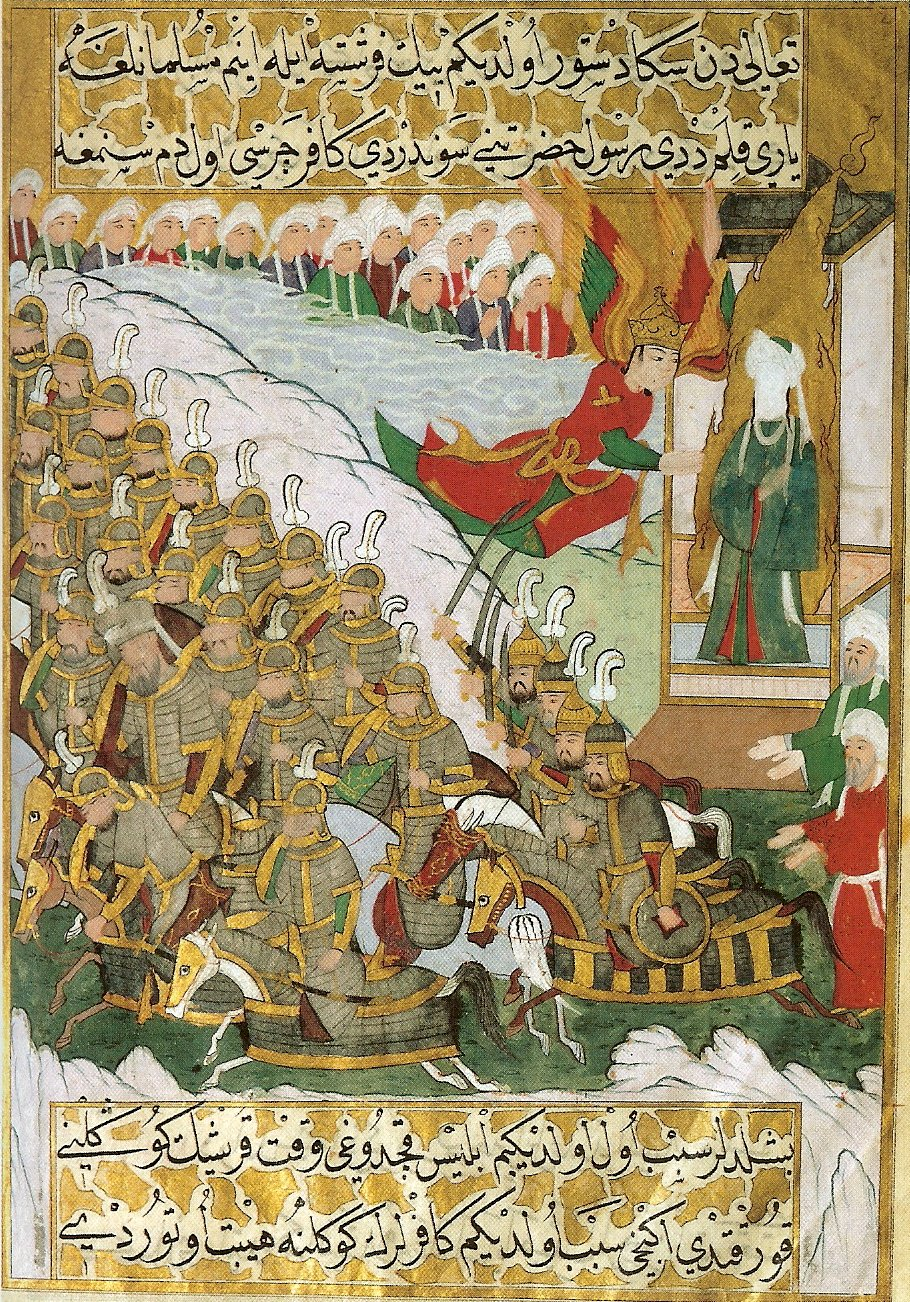
Mahomet pod Badrem

Bitwa pod Badrem jest jedną z kilku bitew wspomnianych w Koranie:
Koran, 3:123–125: Bóg już dopomógł wam pod Badr, kiedy byliście poniżeni. Bójcie się więc Boga! Być może, wy będziecie wdzięczni! Oto mówiłeś do wiernych: <<Czyż wam to nie wystarczy, że pomaga wam wasz Pan trzema tysiącami zesłanych aniołów?>> Tak! Jeśli będziecie cierpliwi i bogobojni i jeśli oni zaatakują was niespodziewanie, to dopomoże wam wasz Pan pięcioma tysiącami aniołów, wyróżnionymi.
Ze względu na wagę i znaczenie, jakie bitwa miała dla islamu, słowo Badr przyjęło się jako nazwa dla wielu oddziałów wojsk lub organizacji paramilitarnych. Nazwa operacja Badr została użyta jako kodowe oznaczenie egipskiej ofensywy w 1973 roku (wojna Jom Kipur) oraz podczas pakistańskiej akcji na terenie Kaszmiru w 1999 roku.